# Kebun Keling
Kebun Keling is een bestuurslaag in het regentschap Bengkulu van de provincie Bengkulu, Indonesië. Kebun Keling telt 1240 inwoners (volkstelling 2010).